# Molineria trichocarpa
Molineria trichocarpa är en enhjärtbladig växtart som först beskrevs av Robert Wight, och fick sitt nu gällande namn av Nambiyath Puthansurayil Balakrishnan. Molineria trichocarpa ingår i släktet Molineria och familjen Hypoxidaceae. Inga underarter finns listade i Catalogue of Life.